# Danil Semianinov
Danil Semianinov –en ruso, Даниил Семянинов– (9 de enero de 1998) es un deportista ruso que compite en natación. Ganó una medalla de bronce en el Campeonato Mundial de Natación en Piscina Corta de 2021, en la prueba de 4 × 100 m estilos.

## Palmarés internacional
| Campeonato Mundial en Piscina Corta | Campeonato Mundial en Piscina Corta | Campeonato Mundial en Piscina Corta | Campeonato Mundial en Piscina Corta |
| Año                                 | Lugar                               | Medalla                             | Prueba                              |
| ----------------------------------- | ----------------------------------- | ----------------------------------- | ----------------------------------- |
| 2021                                | Abu Dabi (EAU)                      | Medalla de bronce                   | 4 × 100 m estilos                   |